# Telandro
Telandro (en griego antiguo, Τήλανδρον) fue una antigua ciudad griega de Caria.
Perteneció a la Liga de Delos puesto que aparece mencionada en registros de tributos a Atenas entre los años 453/2 y 433/2 a. C.
Es dudoso si la ciudad citada en esos registros de tributos estaba en una isla o en el interior de Caria, ya que Plinio el Viejo menciona Telandria como una isla de la que había desaparecido la población y, sin embargo, Quinto de Esmirna cita Telandro como un valle cerca del río Glauco, llamado así por ser el lugar donde la tradición señalaba que fue enterrado Glauco, combatiente licio de la Guerra de Troya. Se ha sugerido que la isla de Telandria puede ser la actual Tersana o Avthoki o el lugar interior de Nif Köy.